# Coberta invertida

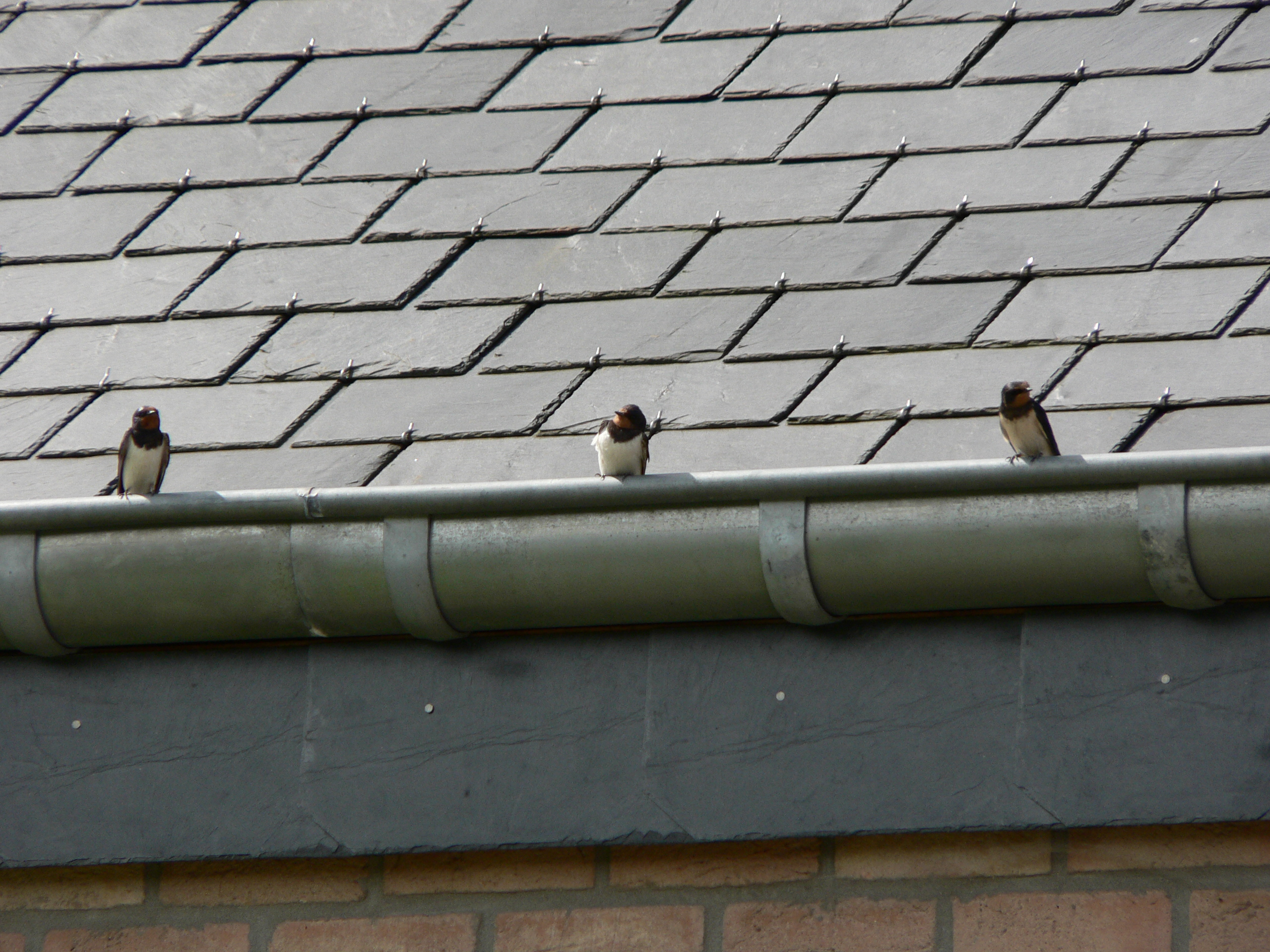
Coberta d'una casa

S'anomena  coberta invertida a la coberta en la qual l'aïllant tèrmic protegeix la làmina impermeabilitzant. El nom prové del fet que aquesta disposició de capes és oposada a la tradicional, en què l'impermeabilitzant protegia l'aïllant. Van sorgir a mitjans del segle xx, arran de l'aparició del poliestirè extrudit (XPS), un material aïllant capaç de resistir la intempèrie sense perdre les seves propietats.

## Avantatges
La làmina impermeabilitzant és la part més delicada de la coberta, ja que les grans diferències de temperatures a què està sotmesa aquesta part de la construcció provoquen dilatacions i contraccions, les gelades poden convertir en trencadisses les làmines i provocar-hi fissures que donarien lloc a filtracions, humitats, i diverses patologies edificatòries. En les cobertes tradicionals, la impermeabilització es posa sobre l'aïllament tèrmic, ja que els aïllants tradicionals no resistien bé la intempèrie, especialment l'aigua de neu o pluja, el que portava a que fos la làmina impermeabilitzant la que suporta les agressions.
A més, la coberta tradicional, en estar sotmesa a canvis importants de temperatura (molt més que qualsevol altre tancament de l'edifici, ja que suporta el sol i les gelades més directament) havia de tenir juntes de dilatació cada pocs metres, juntes que podien ser un altre punt d'entrada d'aigua.
Davant d'aquesta coberta tradicional, les cobertes invertides presenten les següents avantatges:
- Disminució de dilatacions en la làmina impermeabilitzant.
- Protecció de la làmina impermeabilitzant davant agressions mecàniques.
- Protecció de la làmina impermeabilitzant enfront de la degradació dels raigs ultraviolats
- Eliminació de condensacions en l'aïllant (en no estar col·locada la làmina impermeabilitzant, que és una barrera de vapor, a la cara freda de l'element constructiu).
- Major separació entre les juntes de dilatació, que a més queden millor protegides de la incidència de la pluja o la neu directes.
- Manteniment més còmode.[2]

## Construcció
Les cobertes invertides solen ser cobertes planes. Hi ha diverses solucions constructives de cobertes invertides, i l'esquema general el següent (de baix a dalt):
- Sobre la base estructural es crea un petit pendent per dirigir l'aigua cap als embornals, per al que normalment s'utilitzen formigons alleugerits.
- Sobre aquesta capa de pendent es col·loca la làmina impermeabilitzant, que evita que l'aigua penetri a l'edifici.
- Es posa un geotèxtil protector per minimitzar raspadures o altres danys mecànics que poguessin deteriorar la làmina impermeabilitzant.
- Es posa l'aïllant tèrmic, format per plaques o panells rígids de poliestirè extrudit.
- Per protegir l'aïllant de la intempèrie, i per evitar que pugui ser succionat pel vent o flotació amb l'aigua de pluja, descol·locats, es remata la coberta amb una protecció pesada, que pot ser de diversos tipus.

## Tipus de protecció superficial
En funció del seu acabat superficial, les cobertes invertides poden ser:
- Transitables

Cobertes amb acabats resistents al trànsit de persones. Les solucions habituals es construeixen amb  lloses filtrants autoprotegides  (plaques de poliestirè amb una protecció adossada de formigó) o mitjançant paviments  flotants , que consisteixen en lloses pètries o hidràuliques elevades en plots.
- No transitables

Cobertes amb una capa final de morro o grava.
- Enjardinades

Sobre l'aïllant es disposa una capa de terra vegetal, sobre la qual creix vegetació (la terra vegetal en si, constitueix un aïllant tèrmic, però ha de cuidar l'agressió que puguin realitzar les arrels de les plantes sobre l'aïllant).